# تایشینگ
تایشینگ (به لاتین: Taixing) یک county-level city در جمهوری خلق چین است که در تایژو واقع شده‌است.

## خصوصیات
تایشینگ  ۱٬۰۷۳٬۹۲۱ نفر جمعیت دارد.